# Candelaria (Santa Cruz de Tenerife)
Candelaria er en by og kommune i det sydvestlige Spanien på øen Tenerife i provinsen Santa Cruz de Tenerife, De Kanariske Øer. Den har et indbyggertal på 28.795 (2024) indbyggere.
Det er et vigtigt pilgrimsmål af Basilikaen Vor Frue af Candelaria (Basílica de Nuestra Señora de la Candelaria), skytshelgen for De Kanariske Øer.
De vigtigste festligheder i denne by er den 2. februar og den 15. august, fest af Jomfru af Candelaria. Denne dag pilgrimme kommer fra alle områder af Tenerife og resten af Kanariske Øer for at fejre den store fest til ære for skytshelgen. Candelaria er den vigtigste valfartssted for De Kanariske Øer og en af de vigtigste i Spanien.
Sammen med den store plads til basilikaen er statuer af de 9 konger indfødte Guancher på øen Tenerife.

## Billeder
- Basilikaen Vor Frue af Candelaria
- Jomfru af Candelaria, skytshelgen for De Kanariske Øer
- Statuer af de 9 konger indfødte på øen Tenerife